# 영광전자고등학교
영광전자고등학교(靈光電子高等學校)는 대한민국 전라남도 영광군 염산면 봉남리에 있는 공립 고등학교이다.

## 학교 연혁
- 1987년 3월 1일 : 초대 이규석 교장 취임
- 1987년 3월 9일 : 염산고등학교 개교
- 1993년 3월 1일 : 설립 사항 및 학칙 변경(염산종합고등학교 보통과 1학급, 전자과 2학급) 인가
- 1994년 3월 1일 : 학칙 변경(전자과 2학급, 전자계산기과 1학급) 인가
- 2008년 3월 1일 : 영광전자고등학교로 교명 변경
- 2025년 1월 10일 : 제36회 졸업(11명, 총 졸업생수 2,528명)
- 2025년 3월 1일 : 제17대 주영귀 교장 부임
- 2025년 3월 4일 : 입학식(전자과 15명 입학)

## 설치 학과
- 전자과

## 참고 자료
- 영광전자고등학교 - 한국교육학술정보원 학교알리미